# بی‌خوابی (فیلم، ۱۹۵۷)
بی‌خوابی (عربی مصری: لا أنام) فیلمی در ژانر رمانتیک به کارگردانی صلاح ابوسیف است که در سال ۱۹۵۷ منتشر شد. از بازیگران آن می‌توان به فاتن حمامه و یحیی شاهین اشاره کرد.